# Troy Perkins
Troy Perkins est un footballeur international américain, né le 29 juillet 1981 à Springfield en Ohio. Durant sa carrière de joueur, il évolue au poste de gardien de but en MLS et en Norvège et dispute 7 matchs avec la sélection américaine. Il est depuis entraineur des gardiens au sein de l'académie des Sounders de Seattle.

## Biographie
Troy commence son parcours professionnel  avec le DC United et joue pour eux de 2004 à 2007, en passant par les Northern Virginia Royals, lors d'un prêt durant la saison 2004. En 2008, il signe avec le club Vålerenga, avec lequel il joue jusqu'à 2010. Il revient en MLS pour le reste de la saison en 2010 sous les couleurs du DC United.
Troy se joint au Timbers de Portland pour la saison 2011. 
En 2012, après 22 parties jouées pour Portland, il est échangé à l'Impact de Montréal contre Donovan Ricketts.
Au cours de la saison 2014, il perd sa place de titulaire avec l'Impact au profit d'Evan Bush. Le onze montréalais termine la saison à la dernière place du classement et décide de ne pas conserver Perkins.
Le 13 janvier 2015, il trouve un accord avec les Sounders de Seattle.
Le 11 janvier 2016, il annonce sa retraite sportive afin de devenir formateur au sein de l'académie des Sounders de Seattle.

## Palmarès
- Vainqueur du MLS Supporters' Shield en 2006 et 2007 avec le DC United
- Vainqueur de la Coupe de Norvège en 2008 avec Vålerenga
- Vainqueur du Championnat canadien 2013 avec l'Impact de Montréal

## Distinctions personnelles
- Gardien de l'année de MLS : 2006
- MLS Best XI : 2006

## Carrière
| Saison                | Club                  | Championnat           | Championnat | Championnat | Coupe(s) nationale(s) | Coupe(s) nationale(s) | Compétition(s) continentale(s) | Compétition(s) continentale(s) | Compétition(s) continentale(s) | Playoffs | Playoffs | Total | Total |
| Saison                | Club                  | Division              | M.          | B.          | M.                    | B.                    | Comp.                          | M.                             | B.                             | M.       | B.       | M.    | B.    |
| 2004                  | DC United             | MLS                   | 16          | 0           | -                     | -                     | -                              | -                              | -                              | -        | -        | 16    | 0     |
| 2005                  | DC United             | MLS                   | 2           | 0           | -                     | -                     | -                              | -                              | -                              | -        | -        | 2     | 0     |
| 2006                  | DC United             | MLS                   | 30          | 0           | 1                     | 0                     | -                              | -                              | -                              | 3        | 0        | 34    | 0     |
| 2007                  | DC United             | MLS                   | 29          | 0           | 2                     | 0                     | CS+SL                          | 6                              | 0                              | 2        | 0        | 39    | 0     |
| 2008                  | Vålerenga Fotball     | Tippeligaen           | .           | .           | .                     | .                     | -                              | -                              | -                              | -        | -        | 0     | 0     |
| 2009                  | Vålerenga Fotball     | Tippeligaen           | 27          | 0           | .                     | .                     | C3                             | 2                              | 0                              | -        | -        | 29    | 0     |
| 2010                  | DC United             | MLS                   | 22          | 0           | 2                     | 0                     | -                              | -                              | -                              | -        | -        | 24    | 0     |
| 2011                  | Portland Timbers      | MLS                   | 29          | 0           | 1                     | 0                     | -                              | -                              | -                              | -        | -        | 30    | 0     |
| 2012                  | Portland Timbers      | MLS                   | 22          | 0           | 1                     | 0                     | -                              | -                              | -                              | -        | -        | 23    | 0     |
| 2012                  | Impact de Montréal    | MLS                   | 9           | 0           | -                     | -                     | -                              | -                              | -                              | -        | -        | 9     | 0     |
| 2013                  | Impact de Montréal    | MLS                   | 33          | 0           | -                     | -                     | CO                             | -                              | -                              | 1        | 0        | 34    | 0     |
| 2014                  | Impact de Montréal    | MLS                   | 21          | 0           | -                     | -                     | CO                             | -                              | -                              | -        | -        | 21    | 0     |
| 2014                  | Seattle Sounders      | MLS                   | 4           | 0           | 1                     | 0                     | CO                             | 3                              | 0                              | -        | -        | 8     | 0     |
| Total sur la carrière | Total sur la carrière | Total sur la carrière | 244         | 0           | 8                     | 0                     | -                              | 11                             | 0                              | 6        | 0        | 269   | 0     |